# Repartiment de pizzes

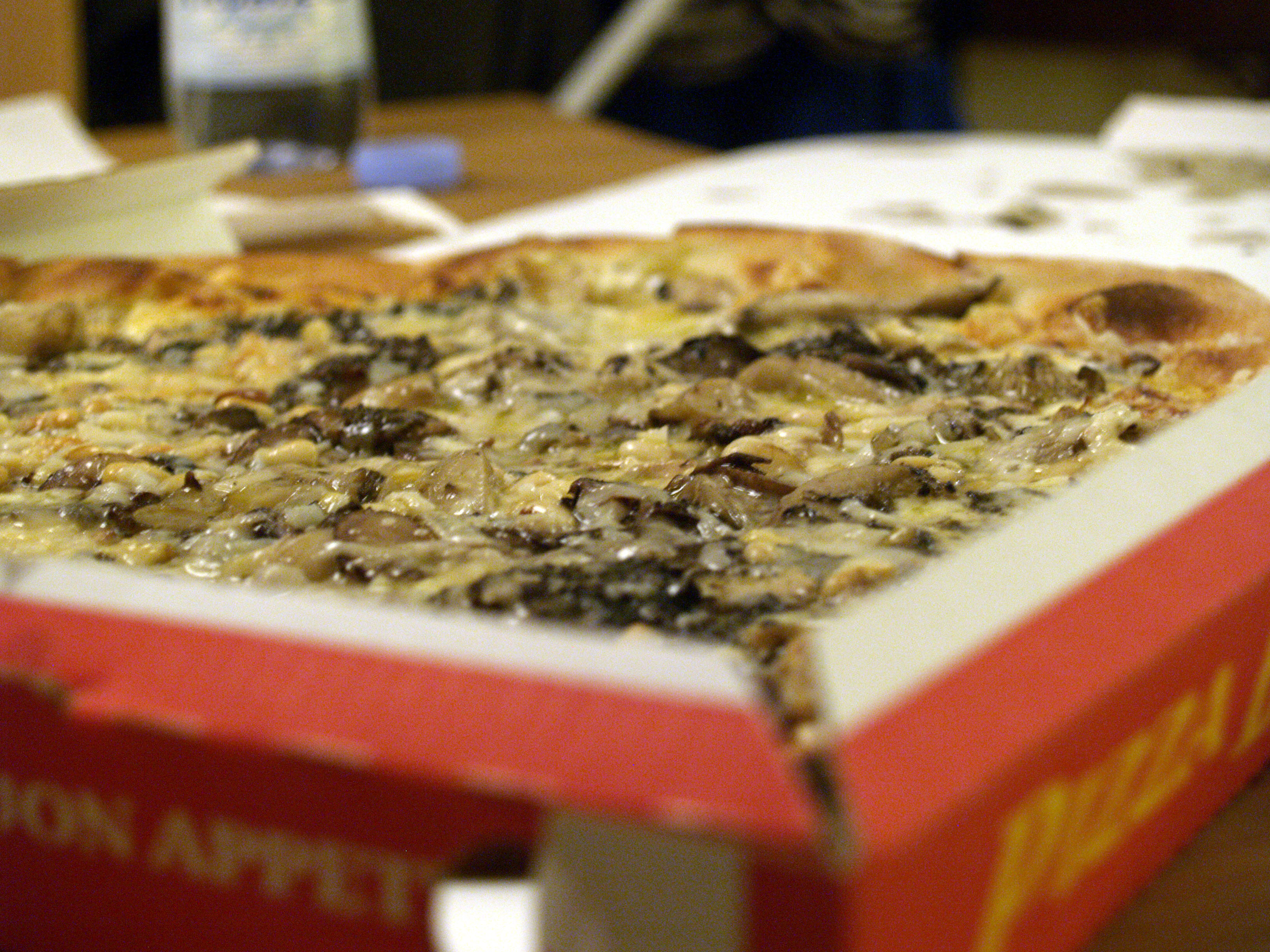
Una pizza en la seva típica caixa

El repartiment de pizzes és un servei  de menjar a domicili de pizzes. El repartiment sol realitzar-se ja sigui en escúter o en automòbil mitjançant una petició prèvia per telèfon o Internet. Les empreses que distribueixen les pizzes a domicili solen ser franquícies. Les pizzes solen servir-se en unes caixes de cartó planes.

## Peticions

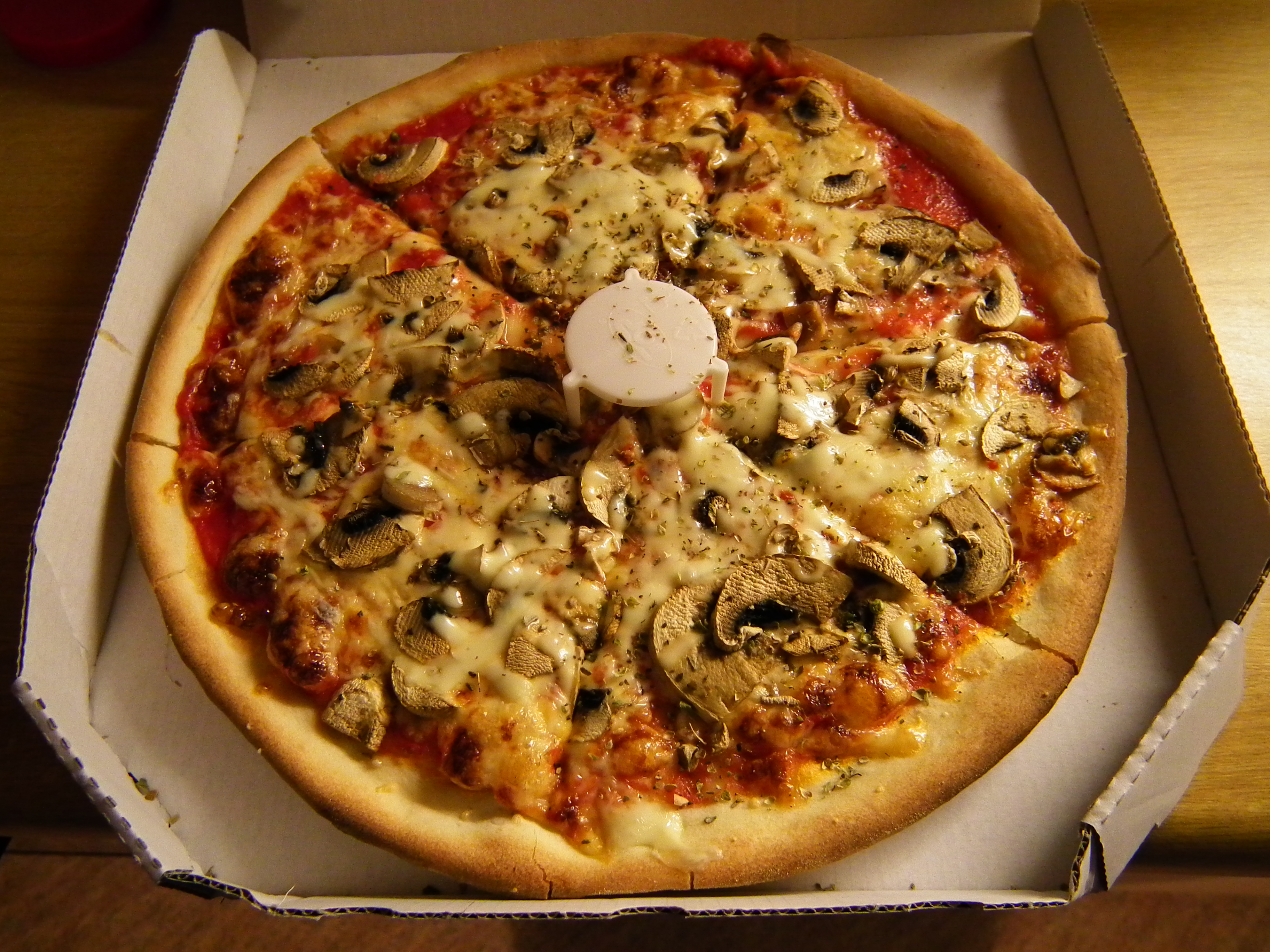
Repartiment de pizzes en la seva caixa de pizzes habitual

El servei de pizzes sol fer-se mitjançant prèvia petició per telèfon o per Internet, aquesta petició anònima deixa oberta la possibilitat d'una petició falsa. Algunes de les companyies asseguren servir les pizzes a domicili en mitja hora.
Els portadors de les pizzes solen portar una espècie de bossa aïllant que permet mantenir les pizzes calentes durant el transport. Les caixes de transport solen ser de cartó ondulat. Per al repartiment de pizzes s'utilitzen diversos mitjans de transport, les motos i bicicletes solen ser les més comunes, però en l'actualitat es plantegen noves alternatives com, per exemple, drons.